# Грицов, Иван Иванович
Иван Иванович Грицов (1903—1984) — старший сержант Рабоче-крестьянской Красной Армии, участник Великой Отечественной войны, Герой Советского Союза (1943).

## Биография
Иван Грицов родился 6 (19) января 1903 года в деревне Кочкино в семье крестьянина. Окончил начальную школу, работал бригадиром в колхозе. В сентябре 1941 года Грицов был призван на службу в Рабоче-крестьянскую Красную Армию. С июля 1942 года — на фронтах Великой Отечественной войны. К сентябрю 1943 года красноармеец Иван Грицов был сапёром 109-го отдельного инженерно-сапёрного батальона 5-й инженерно-сапёрной бригады 57-й армии Степного фронта. Отличился во время битвы за Днепр.
Во время переправы через Днепр передовых частей 36-й гвардейской стрелковой дивизии в районе села Сошиновка Верхнеднепровского района Днепропетровской области Украинской ССР Грицов был рулевым и старшим расчёта первой лодки. Он успешно переправлял десантников на западный берег Днепра. Только в ночь с 25 на 26 сентября Грицов переправил 172 бойца, 4 орудия, 6 миномётов, комплект боеприпасов. Впоследствии Грицов также переправлял боевую технику дивизии на пароме.
Указом Президиума Верховного Совета СССР от 20 декабря 1943 года за «образцовое выполнение боевых заданий командования на фронте борьбы с немецкими захватчиками и проявленные при этом мужество и героизм» красноармеец Иван Грицов был удостоен высокого звания Героя Советского Союза с вручением ордена Ленина и медали «Золотая Звезда» за номером 1519.
После окончания войны в звании старшего сержанта Грицов был демобилизован. Вернулся на родину. Умер 26 января 1984 года.

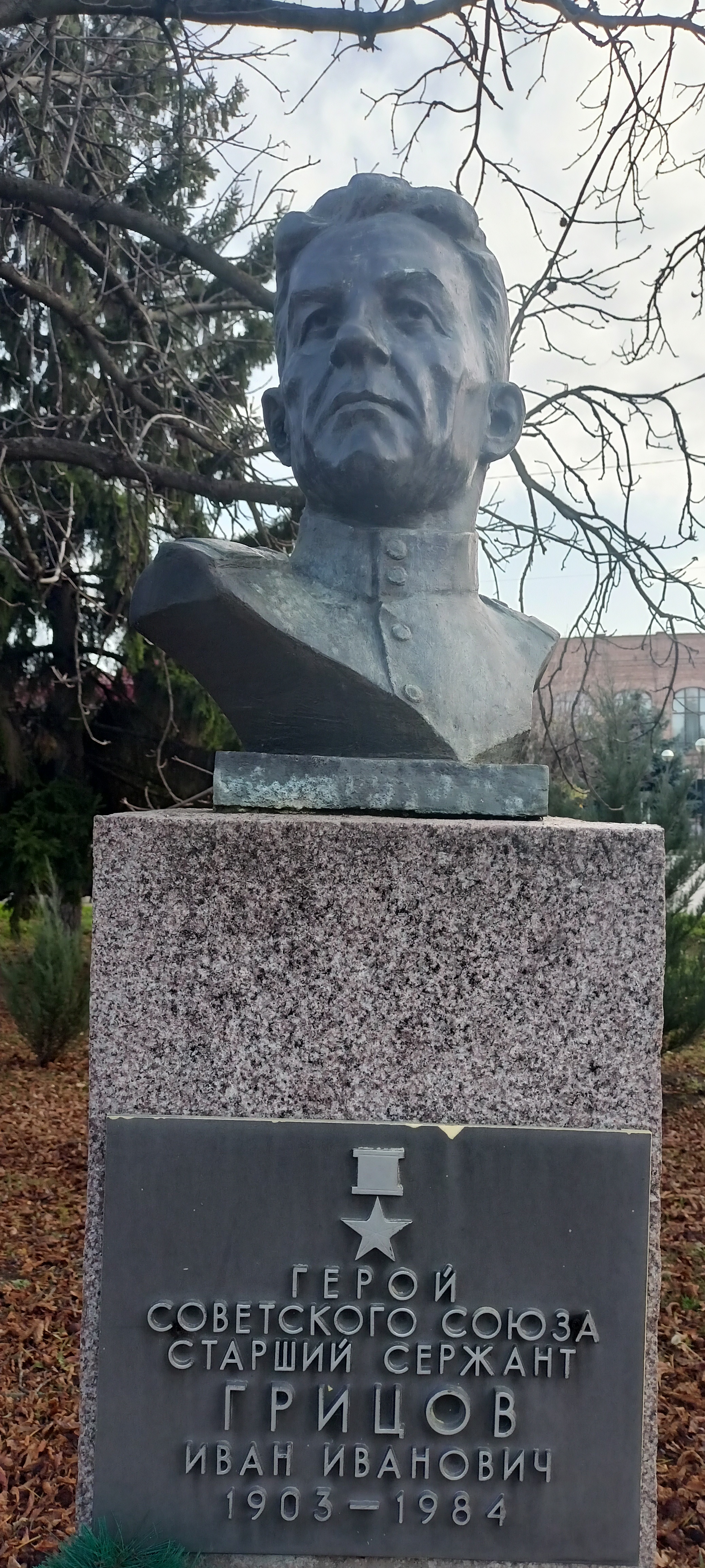
Бюст в Валуйках

Был также награждён рядом медалей, в том числе «За отвагу» (30.09.1943; 16.10.1943); «За оборону Сталинграда».
Бюст Грицова установлен в Валуйках на аллее Героев.